# Dick Shurman
Richard L. „Dick“ Shurman (* 23. Mai 1950 in Los Alamos, New Mexico, USA) ist ein US-amerikanischer Musikproduzent und Musikjournalist. 2014 wurde er in die Blues Hall of Fame aufgenommen.

## Biografie
Shurman wurde in Los Alamos (New Mexico) geboren und lebte später in Milwaukee und Madison (Wisconsin), bevor er nach Seattle (Washington) zog, nachdem sein Vater eine Anstellung bei Boeing gefunden hatte. Dort freundete er sich mit einer Reihe von Bluesmusikern an und begann, Artikel für das britische Magazin Blues Unlimited zu schreiben. Shurman besuchte ab September 1968 die University of Chicago. Aus Angst, dass sein ständiger Besuch in örtlichen Bluesclubs seiner Ausbildung schaden könnte, wechselte er zur University of Washington in Seattle und erwarb dort einen Master-Abschluss in Bibliothekswissenschaft. Er fand dann einen Vollzeitjob in einer Vorstadtbibliothek in Chicago. Seine gelegentliche journalistische Tätigkeit führte dazu, dass Shurman Musiker wie Albert Collins, Otis Rush, Jody Williams, Johnny Heartsman und Lee „Shot“ Williams interviewen konnte. Shurman freundete sich auch mit vielen Bluesmusikern an, darunter Earl Hooker und Johnny Heartsman.
Seine Leidenschaft für den Chicago Blues führte Shurman zur Arbeit als Plattenproduzent. Seine erfolgreichste Zeit verbrachte er bei Alligator Records, wo er oft mit Bruce Iglauer, dem Gründer des Labels, zusammenarbeitete. Albert Collins wurde 1978 auf Shurmans Empfehlung hin von Alligator Records unter Vertrag genommen; seine erste Veröffentlichung für das Label war das Album Ice Pickin’ (1978), das in den Curtom Studios in Chicago aufgenommen und von Iglauer, Shurman und Richard McLeese produziert wurde. Shurman produzierte zusammen mit Iglauer auch das Album Showdown! von Albert Collins, Robert Cray und Johnny Copeland, das 1987 einen Grammy Award in der Kategorie „Best Traditional Blues Recording“ gewann.
Shurman veröffentlichte Artikel in verschiedenen Musikzeitschriften, darunter „Living Blues“, „Juke Blues“ und „Block Magazine“. 1997 war Shurman an den Liner Notes für das Album His Best von Sonny Boy Williamson II. beteiligt. Im Jahr 2000 ermutigte er Jody Williams, wieder aufzutreten, und produzierte Williams’ Comeback-Album Return of a Legend (2002).
Shurman hat viele Alben kommentiert, zu zahlreichen Buchkapiteln, Leitartikeln und Rezensionen beigetragen und viele Jahre lang eine Nachrichtenkolumne in „Living Blues“ geführt. Er ist außerdem Mitglied des „Chicago Blues Festival Advisory Committee“.
2014 wurde Shurman in der Kategorie „Non-Performer“ in die Blues Hall of Fame aufgenommen.